# Jewgenija Michailowna Lalenkowa
Jewgenija Michailowna Lalenkowa (russisch Евгения Михайловна Лаленкова; * 8. September 1990 in Furmanow als Jewgenija Dmitrijewa) ist eine russische Eisschnellläuferin.

## Werdegang
Lalenkowa startete im Dezember 2009 in Salt Lake City erstmals im Weltcup und belegte dabei in der B-Gruppe den 24. Platz über 1500 m. Bei den Einzelstreckenweltmeisterschaften 2011 in Inzell errang sie den 22. Platz über 1000 m und den sechsten Platz in der Teamverfolgung und bei den Einzelstreckenweltmeisterschaften 2012 in Heerenveen den 14. Platz über 5000 m und den siebten Platz über 3000 m. Im Oktober 2011 wurde sie russische Meisterin über 3000 m. In der Saison 2012/13 wurde sie bei der Mehrkampfweltmeisterschaft 2013 in Hamar Sechste im kleinen Vierkampf und kam bei den Einzelstreckenweltmeisterschaften 2013 in Sotschi auf den 11. Platz über 3000 m. Bei der Mehrkampfeuropameisterschaft 2014 in Hamar lief sie auf den 11. Platz und bei der Mehrkampfweltmeisterschaft 2014 in Heerenveen auf den 14. Platz. Im Februar 2016 belegte sie bei den Einzelstreckenweltmeisterschaften in Kolomna den neunten Platz im Massenstart und im März 2018 bei der Mehrkampfweltmeisterschaft in Amsterdam den zehnten Rang. Im März 2018 wurde sie russische Meisterin im kleinen Vierkampf und im Oktober 2018 über 1500 m. In der Saison 2018/19 erreichte sie in Obihiro und in Tomakomai jeweils mit dem dritten Platz in der Teamverfolgung und in Tomaszów Mazowiecki mit dem zweiten Platz in der Teamverfolgung ihre ersten Podestplatzierungen im Weltcup. Bei der Mehrkampfeuropameisterschaft 2019 in Klobenstein errang sie den zehnten Platz im kleinen Vierkampf. Im Februar 2019 holte sie bei den Einzelstreckenweltmeisterschaften in Inzell die Bronzemedaille in der Teamverfolgung. Zudem kam sie dort auf den achten Platz über 3000 m und auf den siebten Rang über 1500 m. Anfang März 2019 errang sie bei der Mehrkampfweltmeisterschaft in Calgary den 12. Platz und beendete die Saison auf dem achten Platz im Gesamtweltcup über 3000/5000 m und auf dem siebten Rang im Gesamtweltcup über 1500 m.
Zu Beginn der folgenden Saison holte Lalenkowa in der Teamverfolgung in Tomaszów Mazowiecki ihren ersten Weltcupsieg. Es folgten zwei dritte Plätze in der Teamverfolgung und einen dritten Platz über 1500 m und erreichte zum Saisonende den sechsten Platz im Gesamtweltcup über 3000/5000 m und den dritten Rang im Gesamtweltcup über 1500 m. Bei den Europameisterschaften 2020 in Heerenveen gewann sie über 1500 m und in der Teamverfolgung jeweils Silber und bei den Einzelstreckenweltmeisterschaften 2020 in Salt Lake City Silber über 1500 m. Bei der Mehrkampfweltmeisterschaft 2020 in Hamar wurde sie Sechste. Nach Platz acht im Mehrkampf bei den Eisschnelllauf-Europameisterschaften 2021 zu Beginn der Saison 2020/21, errang sie mit zwei vierten Plätzen, den vierten Platz im Gesamtweltcup über 1500 m. Beim Saisonhöhepunkt, den Einzelstreckenweltmeisterschaften 2021 in Heerenveen, gewann sie über 1500 m und in der Teamverfolgung jeweils die Bronzemedaille.

## Persönliche Bestzeiten
- 500 m    39,29 s (aufgestellt am 29. Februar 2020 in Hamar)
- 1000 m    1:16,75 min (aufgestellt am 25. Dezember 2020 in Kolomna)
- 1500 m    1:51,13 min (aufgestellt am 16. Februar 2020 in Salt Lake City)
- 3000 m    3:55,81 min (aufgestellt am 13. Februar 2020 in Salt Lake City)
- 5000 m    7:05,20 min (aufgestellt am 1. März 2020 in Hamar)

## Teilnahmen an Weltmeisterschaften

### Einzelstreckenweltmeisterschaften
- 2011 Inzell: 6. Platz Teamverfolgung, 22. Platz 1000 m
- 2012 Heerenveen: 7. Platz 3000 m, 14. Platz 5000 m
- 2013 Sotschi: 11. Platz 3000 m
- 2016 Kolomna: 9. Platz Massenstart
- 2019 Inzell: 3. Platz Teamverfolgung, 7. Platz 1500 m, 8. Platz 3000 m
- 2020 Salt Lake City: 2. Platz 1500 m, 4. Platz Teamverfolgung, 4. Platz 3000 m
- 2021 Heerenveen: 3. Platz 1500 m, 3. Platz Teamverfolgung, 10. Platz 3000 m

### Mehrkampfweltmeisterschaften
- 2013 Hamar: 6. Platz Kleiner Vierkampf
- 2014 Heerenveen: 14. Platz Kleiner Vierkampf
- 2018 Amsterdam: 10. Platz Kleiner Vierkampf
- 2019 Calgary: 12. Platz Kleiner Vierkampf
- 2020 Hamar: 6. Platz Kleiner Vierkampf

## Weltcupsiege im Team
| Nr. | Datum             | Ort                 | Disziplin        |
| --- | ----------------- | ------------------- | ---------------- |
| 1.  | 23. November 2019 | Tomaszów Mazowiecki | Teamverfolgung 1 |